# 卡洛斯·培尼亚 (棒球运动员)
卡洛斯·菲利浦·培尼亚（Carlos Felipe Peña，1978年5月17日—出生于多米尼加共和国圣多明各），曾效力于德州遊騎兵、奧克蘭運動家、底特律老虎、波士頓紅襪、坦帕湾光芒、芝加哥小熊、休士頓太空人和堪薩斯市皇家隊，守備位置為一壘手，2015年9月18日佩尼亞與光芒簽下一日合約，在這個他曾發光發熱之處宣布退休 。

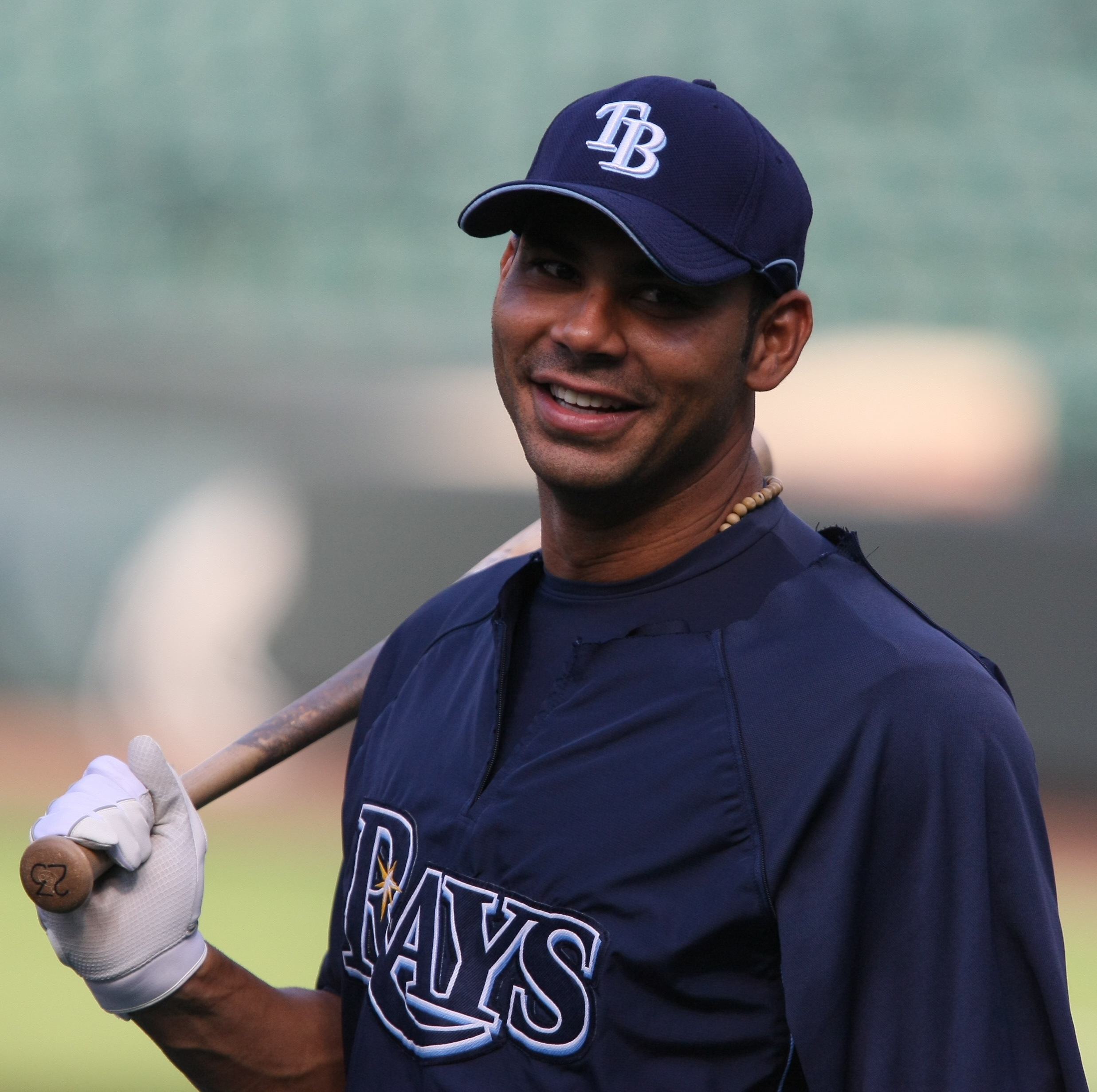
Carlos Peña

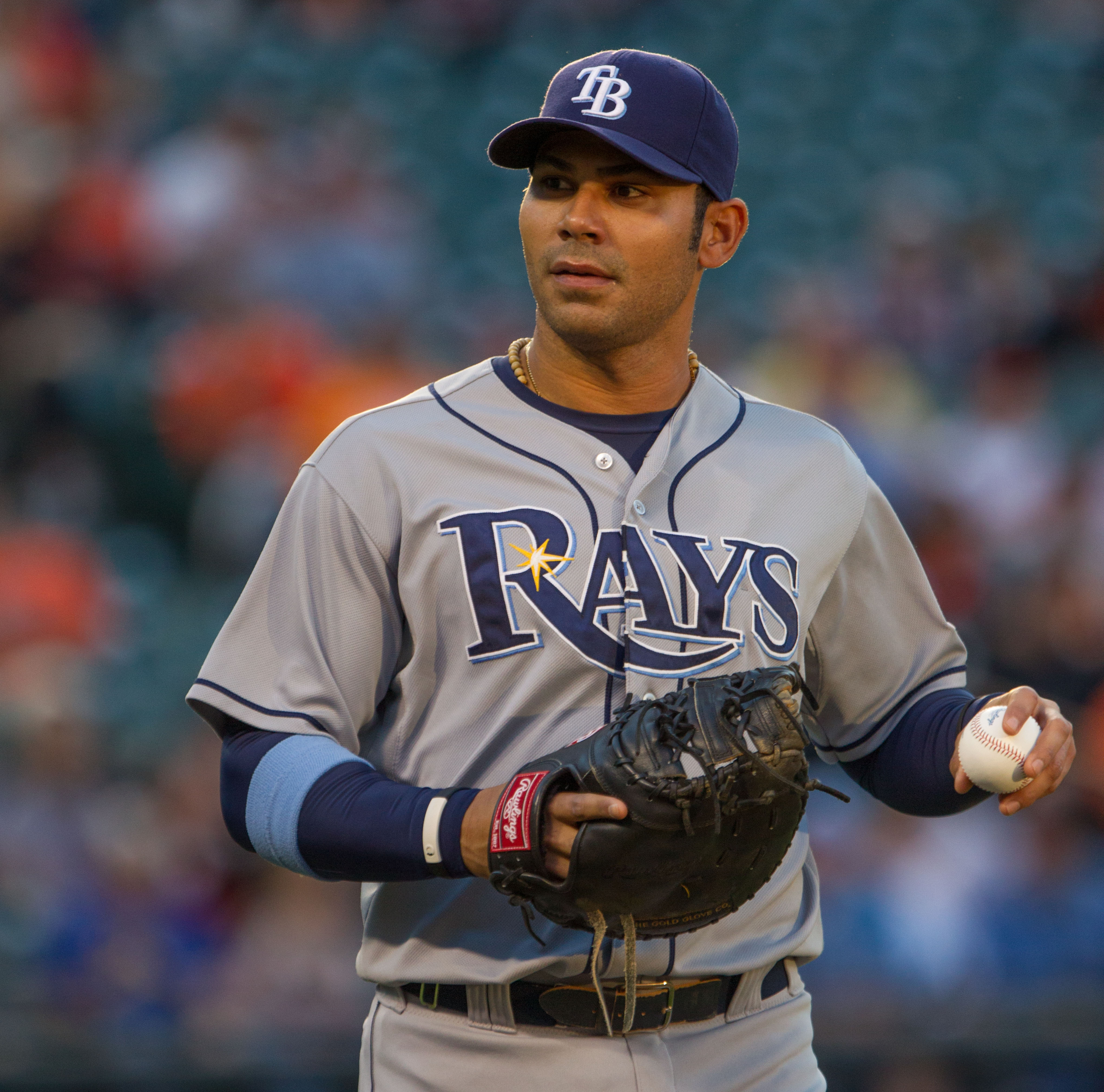
Carlos Peña

## 早年生活
1995年佩尼亚从黑弗里尔高中毕业，他起初是进入怀特州立大学（Wright State University）学习，但一个学期之后他回到了家乡的东北大学。大学期间佩尼亚作为威尔汉姆守卫者队（Wareham Gatemen）的球员参加了鳕鱼角联盟的比赛。他以木棒成为该联盟的MVP，挥棒流畅度让球探的眼睛为之一亮。

## 大联盟生涯

### 德州游骑兵
1998年，佩尼亚在选秀大会第一轮第十顺位被德州遊騎兵选中，在所有大学打者中排名第三，仅次于派特·布瑞尔（pat burrell）和J·D·德鲁。1999年他在游骑兵1A的夏洛特游骑兵队效力，不过一开始时显得有些挣扎，打击率偏低，而且三振过多。在138场比赛中佩尼亚打出了18支全垒打，打击率2成55。这一年他在美国棒球杂志评选的TOP100未来之星中排名第93，在游骑兵农场中排名第四。
2000年佩尼亚升上2A的杜沙钻孔机，这个赛季他表现优异，打击率达到2成99，并有28支全垒打和105分打点。大家担心的三振问题也改善不少，三振/保送率保持在1.00左右。
2001年佩尼亚在美国棒球杂志的TOP100未来之星中上升到第11名，并高居游骑兵球团第一位。这个赛季他升上3A的奥克拉荷马红鹰，在119场比赛中打击率2成88，并有23支全垒打和74分打点。他也入选了当年3A的全明星赛阵容。
在9月份靠着大联盟名单扩编的机会，佩尼亚升上了大联盟。9月5日是他首次在大联盟出场，担任先发一垒手的位置。这个赛季他在大联盟出场22次，打击率2成58，并有3支全垒打。

### 奥克兰运动家
2002年1月14日，佩尼亚在一个6人交易中被送到了奥克兰运动家。
2002年佩尼亚再度出现在美国棒球的TOP 100未来之星中，这次排名第五。佩尼亚以先发一垒手的身份开始了新赛季之旅，4月份他就得到了美国联盟月最佳新人奖的荣誉，他单月的7支全垒打仅比大联盟新人纪录少一支。不过他被一些棒球内部人士贴上了“不可调教”的标签，之后他丢掉了主力位置，5月21日被球团下放至3A。佩尼亚在大联盟总共出场40次，打击率仅为2成18。

### 底特律老虎
2002年7月6日，佩尼亚在一个三队交易中被换到了底特律老虎。老虎队换来佩尼亚的主要原因是原主力指定打击德米特里·杨（Dmitri Young）受伤。
7月7日佩尼亚首次代表老虎队上场，对手是波士顿红袜。他在这场比赛中表现出色，4个打数击出3支安打，并带有两分打点。2002年佩尼亚总共为老虎队出场75次，打击率2成53，并有12支全垒打和36分打点。他还在9月8日到9月21日期间连续12场击出安打，追平了由他队友奥马尔·因方蒂（Omar Infante）保持的2002年美联新人连续安打场次纪录。
2003年是佩尼亚第一个完整的大联盟球季。5月19日对克里夫兰印地安人的比赛中，佩尼亚击出3支全垒打和7分打点。这个赛季他在131场比赛中打出18支全垒打和50分打点，打击率2成48。
2004年5月27日，佩尼亚在对堪萨斯市皇家的比赛中打出6支安打，追平了老虎队史纪录。他是老虎队历史上第五位完成单场6安打的球员，上一位是代米恩·伊斯利（Damion Easley）在2001年8月8日完成。这场比赛佩尼亚被排在第八棒，上一位第八棒单场击出6安打还要追溯到1892年6月10日巴尔的摩金莺的威尔伯特·罗宾逊（Wilbert Robinson）。
2005年佩尼亚再次以老虎队先发一垒手身份出赛，但他在前40场比赛中打击率仅为1成81，之后他被下放至3A。他在3A托利多泥母鸡的71场比赛中击出12支全垒打和45分打点。由于游击手卡洛斯·吉伦（Carlos Guillén）的受伤，8月17日佩尼亚重新被叫上大联盟。在重回大联盟之后，佩尼亚展现了他的长打能力，在38场比赛中打出15支全垒打。
佩尼亚2006年的春训表现糟糕，16场比赛打击率仅为1成60。3月26日佩尼亚被老虎队释出。
佩尼亚在老虎队期间曾在主场克迈利卡公园（Comerica Park）击出一支飞跃右中外野观众席的全垒打，这是在这座球场所击出最远的全垒打。

### 波士顿红袜
2006年4月15日，佩尼亚和纽约洋基签订了小联盟合约。他在3A的哥伦布快帆出赛105场，打击率2成60，并有19支全垒打和66分打点。8月16日佩尼亚跳出合约，成为一名自由球员。
2006年8月17日，佩尼亚在成为自由球员后的第一天就和波士顿红袜签订一份小联盟合同。他在3A的波塔基特红袜出赛11场，打出4支全垒打和8分打点，打击率高达4成59。8月28日佩尼亚被叫上大联盟。9月4日红袜主场对芝加哥白袜的比赛中，佩尼亚在9局下半从白袜投手布兰登·麦卡锡（Brandon McCarthy）手中敲出再见全垒打，这也是他该季唯一的一支全垒打。
佩尼亚在大联盟为红袜队出场18次，打击率2成73。赛季结束后，佩尼亚选择成为自由球员。

### 坦帕湾光芒
2007年2月1日，佩尼亚和坦帕湾魔鬼鱼签下了小联盟合约，并被邀请参加春训。他在春训中参加23场比赛，打击率为2成55，没有全垒打，只有4分打点。由于佩尼亚令人失望的表现，球队将他下放至小联盟春训营。在春训的最后一天，魔鬼鱼队的主力格雷格·诺顿（Greg Norton）受伤，佩尼亚顶替他的位置，并登录开季的大联盟名单。
2007年球季佩尼亚起步并不理想，在4月份打击率仅为2成13，但5月份发挥出色，打击率高达3成56，并有6支全垒打和15分打点，因此他也成为球队的主力一垒手。8月26日至9月22日期间，佩尼亚甚至有4场比赛击出两支以上的全垒打。
这个赛季佩尼亚达到职业生涯的顶峰，打击率2成82、46支全垒打、121分打点均为生涯新高。特别是他的全垒打排在美联第二，仅次于纽约洋基艾力士·罗德里奎兹的54支。他的全垒打、上垒率、长打率和保送也都创下了球队的新纪录。佩尼亚还拿到了该赛季美国联盟年度东山再起球员奖和银棒奖，并在美联MVP评选中名列第九。他还获得球员评选的美国联盟年度东山再起球员奖。在获得这个奖项之后，佩尼亚捐献2万美元给多米尼加生活在贫困线下的青少年。
2008年佩尼亚开季状况和上赛季一样仍然不理想，他的前207个打数打击率仅有2成27。6月4日他被放入15天伤病名单。6月27日重新回到球队中，之后慢慢找回手感，最终佩尼亚在该赛季击出31支全垒打和102分打点，打击率2成47，并帮助球队历史上第一次进入世界大赛。佩尼亚还获得美联一垒手金手套奖的荣誉，这是光芒队史上第一次有球员获得该奖项。

### 芝加哥小熊
2010年12月8日，佩尼亚和芝加哥小熊簽下1年一千萬美金的合約。

### 回鍋光芒隊
2011年1月21日，佩尼亚和坦帕灣光芒簽下1年750萬美金的合約。

### 休士頓太空人
2012年12月18日，佩尼亚和休士頓太空人簽下1年短約，總額達290萬美元，還附帶140萬美元的激勵獎金。佩尼亚在2013年7月31日遭休士頓太空人釋出。

### 堪薩斯市皇家
2013年9月加入堪薩斯市皇家隊。總計出賽五場，四次打擊全被三振，球季結束後，成為自由球員。
佩尼亞的三振問題又再次浮現。

### 回鍋游骑兵隊
2014年1月2日，洛杉磯安那罕天使隊宣布和佩尼亚簽下小聯盟合約，並邀請他參加大聯盟春訓，3月23日因為佩尼亞只留下1成39的打擊率遭釋出。
2014年6月17日，游骑兵隊宣布和佩尼亚簽下小聯盟合約，在6月24日被升上大聯盟。在季中又慘遭釋出。

### 以光芒球員身分退休
2015年9月18日佩尼亞與光芒簽下一日合約，在這個他曾發光發熱之處宣布退休 。

## 私人生活
佩尼亚出生在多米尼加，他是四兄弟里年纪最大的。当他14岁的时候全家搬到美国，住在马萨诸塞州黑弗里尔佩尼亚的一个叔叔家。
佩尼亚和他的妻子Pamela在2003年12月22日结婚，他们拥有一个女儿，现在全家人生活在佛罗里达州的奥兰多。

## 職棒生涯成績
| 年度 | 球隊 | 場次 | 打席 | 打數 | 得分 | 安打 | 二壘打 | 三壘打 | 全壘打 | 打點 | 盜壘 | 四壞 | 三振 | 打擊率 | 上壘率 | 長打率 |
| 2001 | TEX  | 22   | 72   | 62   | 6    | 16   | 4      | 1      | 3      | 12   | 0    | 10   | 17   | .258   | .361   | .500   |
| 2002 | OAK  | 40   | 141  | 124  | 12   | 27   | 4      | 0      | 7      | 16   | 0    | 15   | 38   | .218   | .305   | .419   |
| 2002 | DET  | 75   | 302  | 273  | 31   | 69   | 13     | 4      | 12     | 36   | 2    | 26   | 73   | .253   | .321   | .462   |
| 2002 | 合計 | 115  | 443  | 397  | 43   | 96   | 17     | 4      | 19     | 52   | 2    | 41   | 111  | .242   | .316   | .448   |
| 2003 | DET  | 131  | 516  | 452  | 51   | 112  | 21     | 6      | 18     | 50   | 4    | 53   | 123  | .248   | .332   | .440   |
| 2004 | DET  | 142  | 562  | 481  | 89   | 116  | 22     | 4      | 27     | 82   | 7    | 70   | 146  | .241   | .338   | .472   |
| 2005 | DET  | 79   | 295  | 260  | 37   | 61   | 9      | 0      | 18     | 44   | 0    | 31   | 95   | .235   | .325   | .477   |
| 2006 | BOS  | 18   | 37   | 33   | 3    | 9    | 2      | 0      | 1      | 3    | 0    | 4    | 10   | .273   | .351   | .424   |
| 2007 | TBD  | 148  | 612  | 490  | 99   | 138  | 29     | 1      | 46     | 121  | 1    | 103  | 142  | .282   | .411   | .627   |
| 2008 | TBR  | 139  | 607  | 490  | 76   | 121  | 24     | 2      | 31     | 102  | 1    | 96   | 166  | .247   | .377   | .494   |
| 2009 | TBR  | 135  | 570  | 471  | 91   | 107  | 25     | 2      | 39     | 100  | 3    | 87   | 163  | .227   | .356   | .537   |
| 2010 | TBR  | 144  | 582  | 484  | 64   | 95   | 18     | 0      | 28     | 84   | 5    | 87   | 158  | .196   | .325   | .407   |
| 2011 | CHC  | 153  | 606  | 493  | 72   | 111  | 27     | 3      | 28     | 80   | 2    | 101  | 161  | .225   | .357   | .462   |
| 2012 | TBR  | 160  | 600  | 497  | 72   | 98   | 17     | 2      | 19     | 61   | 2    | 87   | 182  | .197   | .330   | .354   |
| 2013 | HOU  | 85   | 325  | 277  | 38   | 58   | 13     | 1      | 8      | 25   | 1    | 43   | 89   | .209   | .324   | .350   |
| 2013 | KCR  | 4    | 3    | 3    | 0    | 0    | 0      | 0      | 0      | 0    | 0    | 0    | 3    | .000   | .000   | .000   |
| 2013 | 合計 | 89   | 328  | 280  | 38   | 58   | 13     | 1      | 8      | 25   | 1    | 43   | 92   | .207   | .321   | .346   |
| 2014 | TEX  | 18   | 63   | 59   | 4    | 8    | 3      | 0      | 1      | 2    | 1    | 4    | 11   | .136   | .190   | .237   |
| 14年 | 14年 | 1493 | 5893 | 4949 | 745  | 1146 | 231    | 26     | 286    | 818  | 29   | 817  | 1577 | .232   | .346   | .462   |